# Ponitz
Ponitz est une commune allemande de l'est du land de Thuringe située dans l'arrondissement du Pays-d'Altenbourg.

## Géographie

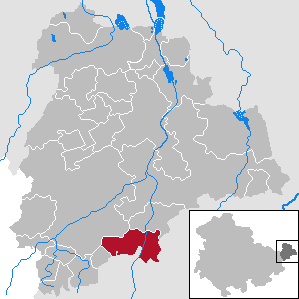
Situation de Ponitz dans l'arrondissement d'Altenbourg.

Ponitz est située dans le sud de l'arrondissement, sur la rivière Pleiße, à la limite avec l'arrondissement de Zwickau en Saxe. La commune se trouve à 4 km au sud de Gößnitz, à 3 km à l'ouest de Meerane et à 6 km au nord de Crimmitschau. Elle est administrée par la ville de Gößnitz et elle est composée du village lui-même et de quatre quartiers (nombre d'habitants en 2010) :
- Ponitz
- Grünberg (188)
- Guteborn
- Merlach (100)
- Zschöpel (129).

Communes limitrophes (en commençant par le nord et dans le sens des aiguilles d'une montre) : Gößnitz, Meerane, Crimmitschau, Heyersdorf et Schmölln.

## Histoire
Ponitz a certainement une fondation d'origine slave (cf. son ancienne écriture Ponicz) mais la première mention écrite du village date de 1254 où est mentionné un château appartenant à Fredericus de Ponicz. En 1584, il est racheté par Abraham von Thumbshirn qui, en 1574, remplace l'ancien château fort (Wasserburg) par un édifice de style Renaissance. Son propriétaire le plus connu fut Wolfgang Konrad von Thumbshirn, un des diplomates qui négocia les Traités de Westphalie en 1648 qui mirent fin à la Guerre de Trente Ans.
Lors de la réorganisation administrative de la RDA en 1952, le village fut coupé en deux, la partie sud avec le village de Gosels rejoignit le cercle de Werdau dans le District de Karl-Marx-Stadt tandis que la plus grande partie de la commune était incorporée au cercle de Schmölln dans le District de Leipzig.
Ce n'est qu'en 1990 que la commune fut de nouveau réunie et qu'elle retrouva le land de Thuringe.

### Incorporations de communes

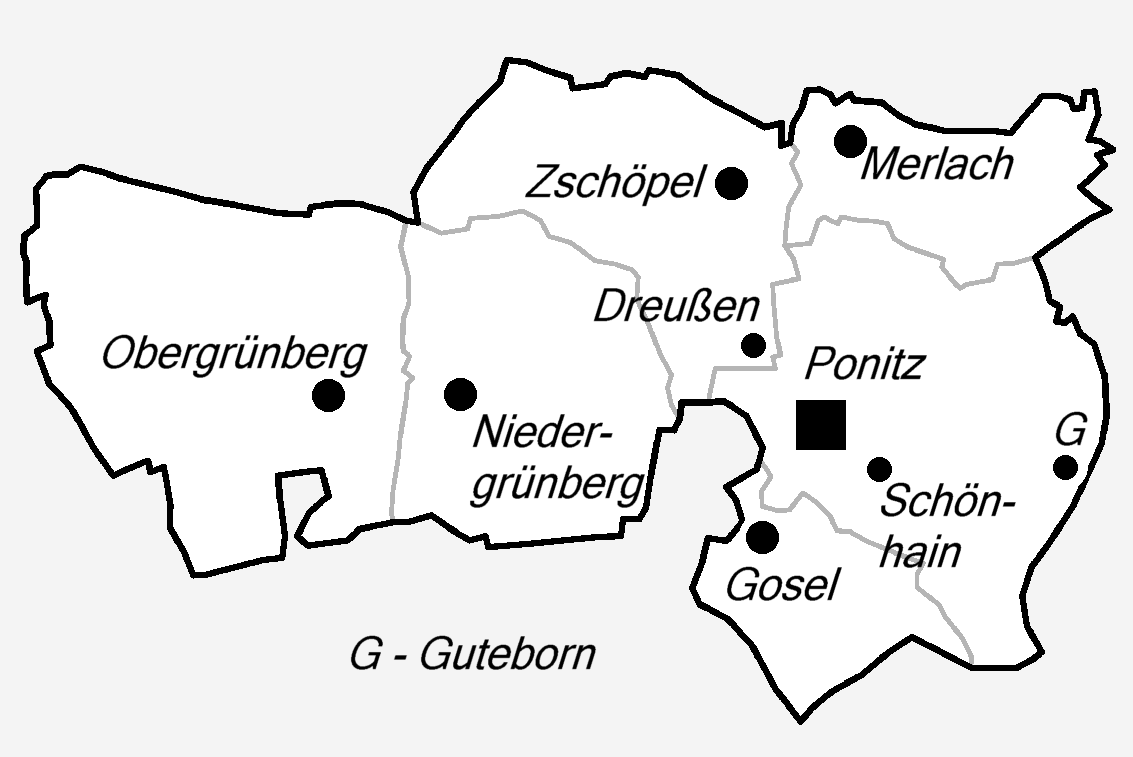
Les différents quartiers de Nobitz.

Plusieurs communes ont été incorporées au territoire de Ponitz au cours du XXe siècle :
- 1883 : Guteborn
- 1950 : Merlach et Zschöpel
- 1973 : Grünberg (Obergrünberg et Untergrünberg).

## Démographie
Commune de Ponitz dans ses limites actuelles :
| 1900  | 1933  | 1939  | 1995  | 2000  | 2005  | 2010  |
| ----- | ----- | ----- | ----- | ----- | ----- | ----- |
| 1 965 | 2 126 | 2 123 | 1 924 | 1 890 | 1 825 | 1 684 |

Village de Ponitz seul :
| 1816 | 1875 | 1900  | 1925  | 1933  | 1939  |
| ---- | ---- | ----- | ----- | ----- | ----- |
| 276  | 513  | 1 469 | 1 652 | 1 616 | 1 638 |

## Monument

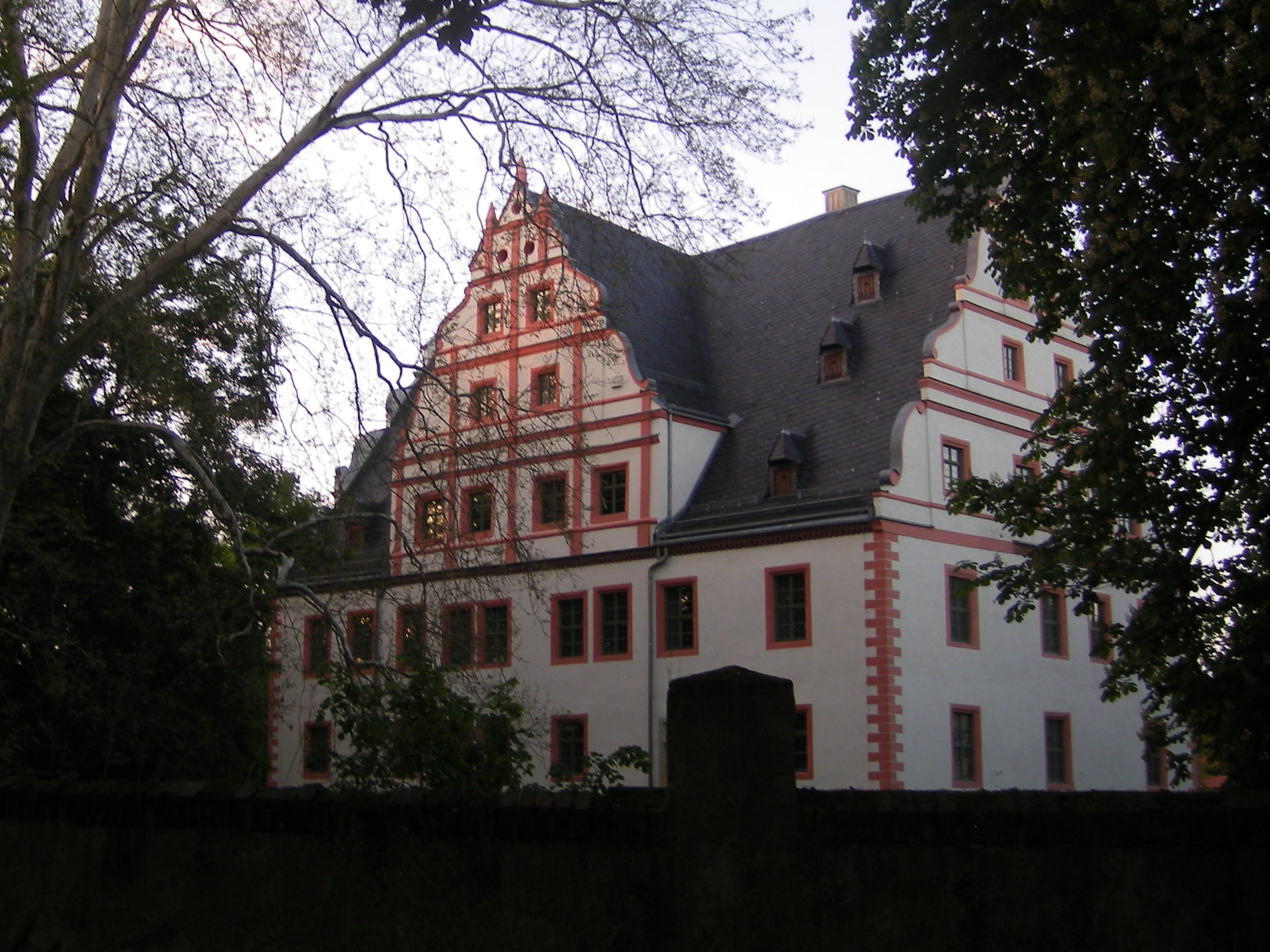
Le château de Ponitz.

- Château Renaissance

## Économie
La commune est le site d'une plate-forme de distribution de l'entreprise de discount alimentaire Netto.